# South Chicago Heights, Illinois
South Chicago Heights là một làng thuộc quận Cook, tiểu bang Illinois, Hoa Kỳ. Năm 2010, dân số của làng này là 4139 người.

## Dân số
Dân số qua các năm:
- Năm 2000: 3970 người.
- Năm 2010: 4139 người.